# صوفيا سامودوروفا
صوفيا فياتشيسلافوفنا سامودوروفا (الروسية: Софья Вячеславовна Самодурова ؛ من مواليد 30 يوليو 2002) متزلجة روسية. هي بطلة أوروبا لعام 2019 ، الحائزة على الميدالية الفضية كأس روستيليكوم 2018 ، الحائزة على الميدالية البرونزية 2018 لسكيت أمريكا والميدالية الفضية 2018 بطولة التحدى لومبارديا. على مستوى الناشئين، هي بطلة جي بي سي كرواتيا 2017 و 2017 جي بي بي إيطاليا.

## روابط خارجية
- صوفيا سامودوروفا على موقع الاتحاد الدولي للتزلج (الإنجليزية)

- صوفيا سامودوروفا في الاتحاد الدولي للتزلج
- صوفيا سامودوروفا على إنستغرام